# トニー・セール

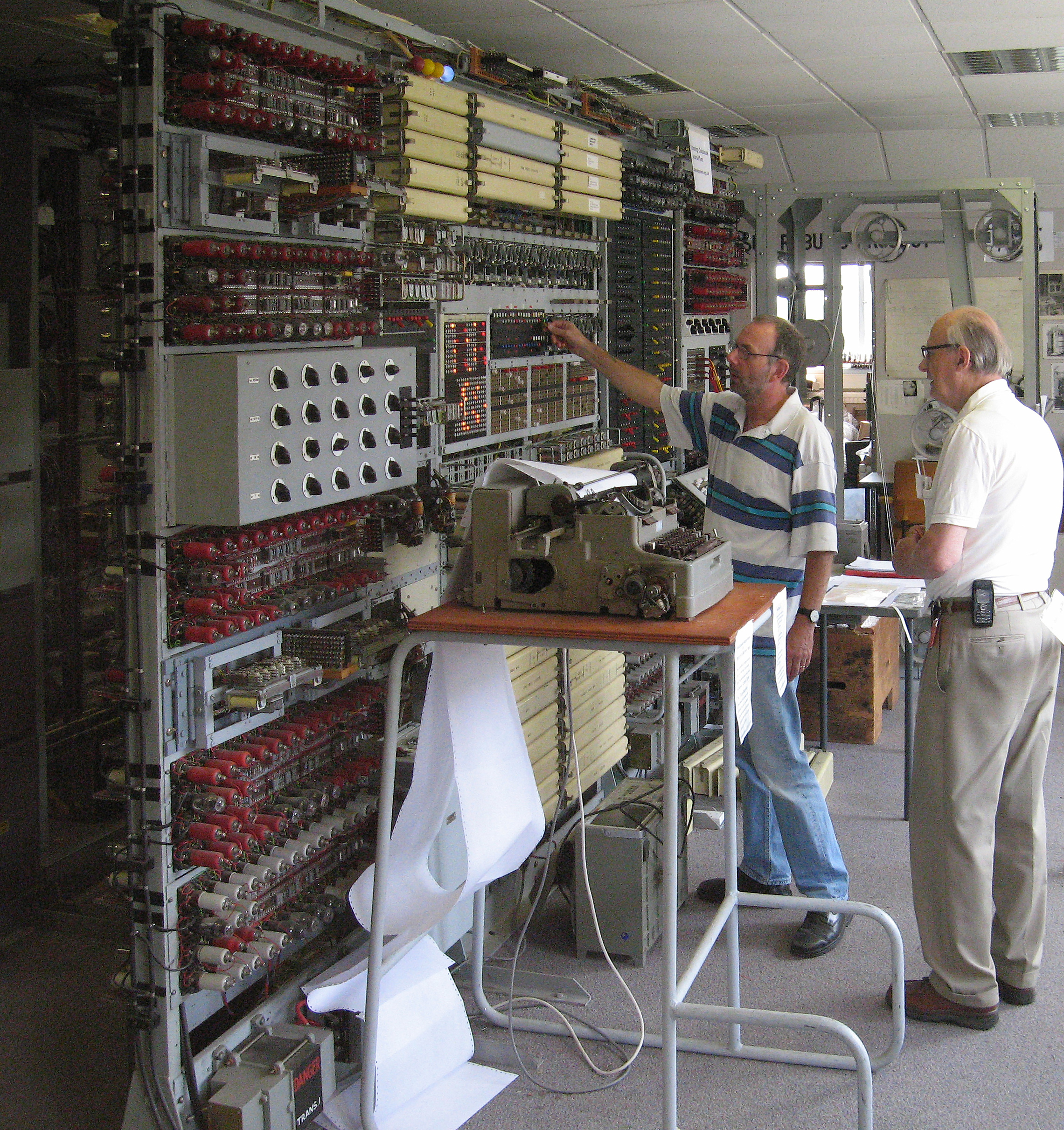
再構築したColossusでの暗号解読を監督するトニー・セール（右）（2006年、国立コンピューティング博物館にて）

トニー・セール(Tony Sale)ことアンソニー・エドガー・セール（Anthony Edgar Sale、1931年1月30日 - 2011年8月28日）は、イギリスの電子工学者、プログラマであり、コンピュータ史に関する技術史学者である。
彼は1993年から2008年にかけて、完全動作するColossus Mark IIの再構築を指揮した。再構築された装置は、イギリスのブレッチリーパークにある国立コンピューティング博物館で展示されている。

## 生涯
彼はロンドン南部のダリッジ・カレッジで教育を受けた。12歳のときに金属製組み立て玩具「メカノ」を使ってジョージと名付けた人型ロボットを作成した。以降1949年に第4版になるまで改造を続けた。ジョージ・マークIVは後にメディアで取り上げられている。セールは1949年にイギリス空軍に入隊し、1952年まで務めた。空軍での3年間で、flying officer（空軍中尉）まで昇進した。彼はデブデン空軍基地の空軍士官レーダー学校の講師だった。セールは、1950年代にはピーター・ライトの下でMI5のエンジニアとして働いていた 。
1992年から2007年にかけて、セールはColossus Mark IIの再構築を指揮した。完成した装置は、ブレッチリーパークにある国立コンピューティング博物館で展示されている。
セールは2011年に、妻のマーガレットと3人の子供、7人の孫を残して亡くなった。

## 業績
セールはマルコーニ研究所と協力して、英国コンピュータ協会(BCS)の技術部長として、ロンドンのサイエンス・ミュージアムでコンピュータの修復プロジェクトを監督していた。
彼は1965年に準会員としてBCSに加盟し、1967年に会員、1988年にフェロー、1996年に名誉フェローに選出された。1967年から1970年までにBCS評議会に選出された。1965年、BCSのベッドフォードシャー支部の創設メンバーとなり、1979年に会長に指名された。
1989年、セールはサイエンス・ミュージアムの上級キュレーターに任命され、ドロン・スウェードと協力して博物館が保有するコンピュータの一部を復元した。彼は1989年にコンピュータ保存協会を立ち上げたグループの一員であり、1992年以降はブレッチリーパークトラストと関係を持った。1991年、彼はブレッチリーパークを住宅開発から救うキャンペーンに参加した。
1992年、彼は新設されたブレッチリーパークトラストの幹事となり、1994年からは無給の博物館館長を務めた。トミー・フラワーズが1943年にロンドン郵便本局で開発・構築したColossusを再構築するためのColossus Rebuild Projectを1993年に創設し、1994年に始動した。
セールは、英国、ヨーロッパ、米国での戦時の暗号解読について講義した。彼は2001年の映画『エニグマ』の技術顧問だった。
セールのウェブサイト、Codes and Ciphers in the Second World Warは、第二次世界大戦の暗号解読に関する情報源である。彼の小冊子Colossus 1943–1996では、ドイツのローレンツ暗号の解読と、Colossusの再構築について概説している。

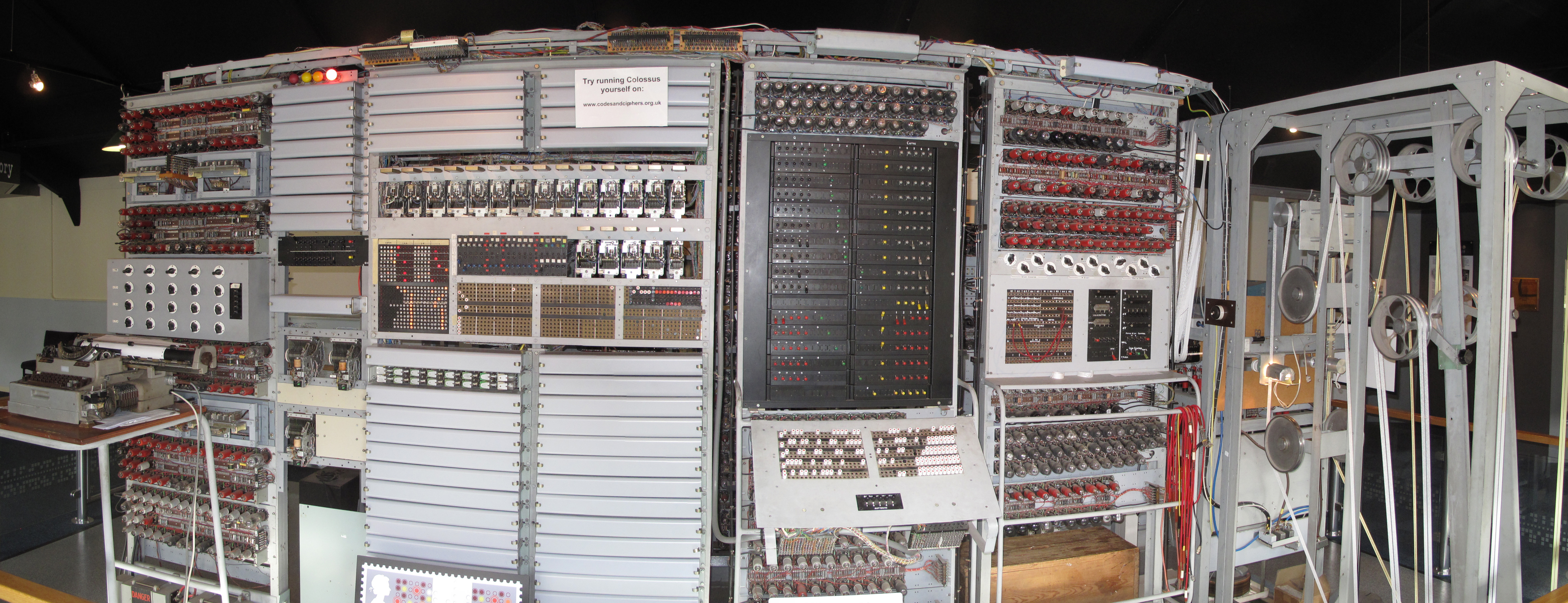
再構築されたColossusを正面から見た写真。右から左に、(1)ベッドステッド。連続したループ内にメッセージテープを含み、2番目のテープがロードされている。(2)Jラック。選択パネルとプラグパネルを備える。(3)Kラック。大きな"Q"スイッチパネルと傾斜パッチパネルを備える。(4)ダブルSラック。コントロールパネルと、5つの2行のカウンターを備える。(5)Cラック。5組×4つの「セット合計」決定スイッチを備える。その前にタイプライターが置かれている・

## 賞と栄誉
Colossusの再構築作業により、1997年にCOMDEX ITパーソナリティオブザイヤーを受賞した。また、2000年にスコットランド王立技芸協会のシルバーメダルを受賞した。
彼の死後、2012年にコンピュータ保存協会はコンピュータの保存と復元に関するトニー・セール賞を創設した。